# Amphekepubis
Amphekepubis es un género extinto de mosasáuridos del Cretácico, encontrado en México. Sus restos corresponden al espécimen holotipo UM 509 V.P, un esqueleto parcial preservado en tres dimensiones, que comprende la zona pélvica, huesos de las extremidades posteriores y nueve vértebras caudales,
encontrados en el este de Monterrey, en el estado de Nuevo León, que provienen de sedimentos marinos (arcilitas) aparentemente de la formación San Felipe, que corresponde al límite entre las épocas del Coniaciense y el Santoniense del Cretácico Superior. Sin embargo, se ha sugerido que su edad podría ser más reciente e incluso sus restos podrían pertenecer al género Mosasaurus.